# Plongée sous glace

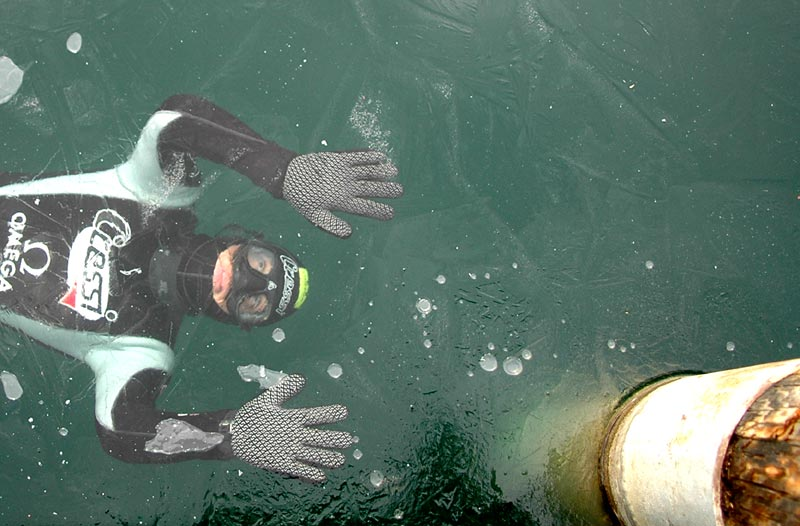
L'apnéiste Christian Redl sous la glace.

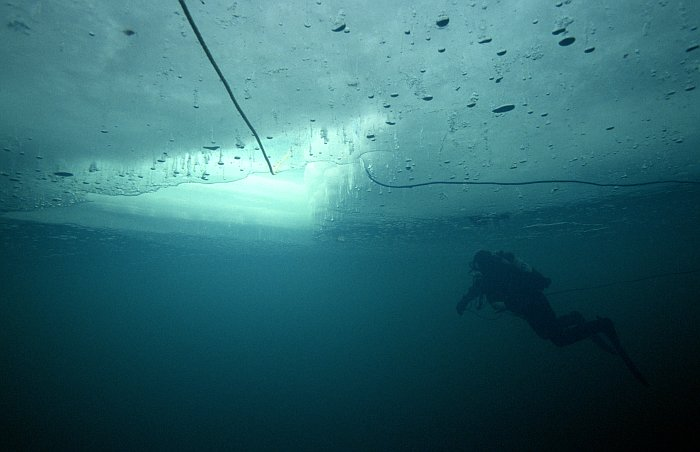
Le trou comme porte de sortie.

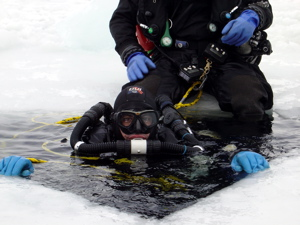
Plongeur s'immergeant pour une plongée sous glace.

La plongée sous glace est une plongée sous-marine qui se pratique sous la banquise ou la glace des lacs gelés. Elle est particulièrement populaire chez les plongeurs en apnée et des compétitions d'apnée sous glace sont régulièrement organisées. L'actuel record du monde été établi en 2021 par Arthur Guérin-Boëri avec 120 mètres parcourus.
C'est une forme particulière de plongée qui nécessite un équipement spécifique ainsi qu'une sérieuse préparation afin d'éviter les accidents dus à une immersion en eau froide non prévue ou une perte de plongeurs sous l'eau. Ce type de plongée ne devrait pas être tentée par une personne non accompagnée par un instructeur qualifié. La plongée sous-glace se pratique avec la prise en compte de contraintes techniques inhérentes au froid, l'environnement sous plafond, et par conséquent l'utilisation de matériel spécifique.

Une équipe de 4 plongeurs sur glace. 4 personnes sont le minimum pour plonger.
1 = équipe de plongée actuelle (1A = premier plongeur au bout de la corde; 1B = deuxième plongeur et cordiste; 1C = tender; 1D = première corde de guidage [verte] pour la communication, l'orientation et le sauvetage, ~50-100m de long.)
2 = plongeur de sauvetage (2A = plongeur de secours entièrement équipé; 2D = deuxième corde de guidage [orange].)
3 = couverture de glace
4 = Vis à glace pour fixer les extrémités de la corde.
5 = Ouverture d'entrée dans la couche de glace.

Une équipe de 6 plongeurs sur la glace. L'équipe de 6 est plus sûre qu'une équipe de 4 !
1 = équipe de plongée actuelle (1A = premier plongeur au bout de la corde; 1B = deuxième plongeur et cordiste; 1C = tender; 1D = première corde de guidage [verte] pour la communication, l'orientation et le sauvetage, ~50-100m de long.)
2 = équipe de sauvetage (2A = plongeur de réserve entièrement équipé; 2B = cordiste entièrement équipé pour le plongeur de réserve; 2C = tender de réserve; 2D = deuxième corde de guidage [orange].)
3 = couverture de glace
4 = Vis à glace pour fixer les extrémités de la corde.
5 = Ouverture d'entrée dans la couche de glace.

Dans le cadre d'une pratique en autonomie, l'activité nécessite un entraînement spécifique incluant notamment l'apprentissage de la manière dont se forme la glace, la reconnaissance de situation de glace dangereuse, la préparation à la plongée, les équipements nécessaires, et des exercices de sécurité, ainsi que l'apprentissage des différentes techniques utilisées pour percer les trous d'accès et de sortie de plongée.
Les plongeurs qui vont sous la glace sont équipés d'un harnais et sont reliés à la surface par une ligne de vie.
La plongée sous glace est une activité d'équipe car il est d'usage de ne jamais plonger seul. Il est aussi nécessaire d'avoir un plongeur qualifié en sécurité surface. Celui-ci participe à  la prévention de l'activité lors des vérifications d'équipement et pourrai partir à la recherche de plongeurs en détresse si cela arrive.

## Entrainement
- Prévention pour éviter le givrage du matériel particulièrement des détendeurs et du gilet stabilisateur.
- Adopter la bonne position et la bonne trajectoire du plongeur avec sa ligne de vie,
- Comment percuter la glace en cas de remontée trop rapide (perte de la ceinture de lest par exemple),
- Comment réagir face à un détendeur givré en utilisant une source d'air de secours,
- Comment réagir face à un inflateur givré
- Travail sur la dextérité du plongeur avec des gants et avec le froid
- Que faire en cas de perte de contact avec la ligne, ou si le tendeur ne reçoit plus réponse du plongeur.

## Équipement
En plus de la combinaison de plongée classique en eau froide, le plongeur doit avoir un scaphandre résistant au givre ainsi qu'un scaphandre de secours, des outils pour creuser des trous dans la glace, des outils pour enlever la neige, un harnais de sécurité et une ligne de vie.
Il est recommandé pour la combinaison d'utiliser une combinaison étanche, une cagoule et des gants qui permettent de garder ces éléments au sec.

## Procédure usuelle de plongée sous glace
- Nettoyage de la surface de l'étendue gelé (retrait de la neige recouvrant la glace sur une large surface) ;
- Perçage de deux trous distants à l'aide d'une tronçonneuse ou d'une scie à glace et d'une tarrière.
- Déterminer la zone d'habillage au sec (sur la berge) pour que le (ou les) plongeur(s) puisse(nt) s'équiper et se déséquiper ;
- Utiliser du matériel adapté à la plongée en eau froide (détendeur résistant au givrage pour éviter qu'il ne se mette en « débit continu » et que le bloc ne se vide de manière accidentelle) ;
- Utiliser une combinaison étanche, des gants et si possible un masque de plongée avec protection faciale ;
- Relier les deux trous par une corde qui servira de main-courante ;
- Fixer sur le plongeur un harnais de secours sur lequel sera attachée une corde permettant à la personne restée en sécurité en surface de ramener un plongeur inconscient (le harnais devra être placé entre le corps du plongeur et le gilet gonflable) ;
- Se mettre d'accord en cas d'utilisation de signaux de communication établis à l'aide de la corde ;
- Maintenir, si possible, une sécurité en surface et un plongeur équipé prêt à intervenir en cas de détresse.